# Федоров Максим Вікторович
Максим Федоров (рос. Макси́м Ви́кторович Фёдоров; нар. 20 січня 1986, Чехов, СРСР) — російський футболіст, півзахисник.

## Життєпис
Вихованець СДЮШОР «Зміна» Калуги. Після завершення футбольної дитячо-юнацької школи відправився в київське «Динамо». Не маючи ігрової практики в основній команді, відправився в оренду в київський ЦСКА, а пізніше й у вірменську «Міку». У 2009 році перейшов у «Рязань», яка виступала у Другому дивізіоні Росії. Після завершення сезону Максим, у якого завершився контракт, поставив до відома керівництво Рязанської команди, що хоче спробувати свої сили на більш високому рівні, але якщо там справи у нього не складуться, то із задоволенням продовжить кар'єру в своєму колишньому клубі. У 2010 році перейшов у владивостоцький клуб «Промінь-Енергія». Влітку 2012 року підписав контракт з московським «Торпедо». У 2013 році грав за пітерські команди «Петротрест» і «Динамо».